# Molophilus (Promolophilus) apollyon
Molophilus (Promolophilus) apollyon is een tweevleugelige uit de familie steltmuggen (Limoniidae). De soort komt voor in het Palearctisch en Oriëntaals gebied.